# The Lions
The Lions sind Zwillingsgipfel in den North Shore Mountains im Großraum Vancouver in der kanadischen Provinz British Columbia.
Sie bestehen aus dem Westgipfel West Lion (1654 m Höhe) und dem Ostgipfel East Lion (1606 m Höhe). Durch ihre Küstennähe sind sie weithin sichtbar, so etwa von den Vororten Vancouvers als auch den Howe Sound Islands und der Sunshine Coast. Gemeinsam mit der nach ihr benannten Lions Gate Bridge sind The Lions ein Wahrzeichen der Stadt Vancouver. Die BC Lions der CFL sind ebenfalls nach dem Zwillingsgipfel benannt.

## Geologie
Das Gestein des Berges besteht aus Hornblende Diorit, dem ältesten Tiefengestein an der kanadischen Westküste. Von der Ferne besitzen die beiden Gipfel das Erscheinungsbild von Löwenköpfen, woher auch der Name für die Gipfel rührt.

## Wander- und Kletterrouten
Wanderer können den Grat zwischen den beiden Gipfeln über den in der Lions Bay beginnenden Binkert Trail erreichen oder über den Howe Sound Crest Trail. Der Binkert Trail, der nach Paul Binkert vom British Columbia Mountaineering Club benannt wurde, ist einer der populärsten Wanderrouten im Lower Mainland. Von der Lions Bay aus dauert der Aufstieg in etwa vier Stunden, der Höhenunterschied beträgt 1.280 m. Die beiden Gipfel sind nur mit Kletterausrüstung und entsprechender Erfahrung zu erklimmen, wobei der östliche Gipfel East Lion aufgrund seiner Lage im Einzugsgebiet der Trinkwasserversorgung für Kletterer gesperrt ist.

## Erstbesteigungen
Steven Threndyle schreibt in seinem Buch The Greater Vancouver Book, dass die Erstbesteigung des West Lion in 1889 eher Zufall gewesen sein soll. Eine Gruppe von Jägern, die von Häuptling Joe Capilano der Squamish angeführt wurde, war einer Ziegenherde gefolgt und fand sich plötzlich auf dem westlichen Gipfel wieder. Henry Bell-Irving, der Teil der Gruppe war, bat Capilano, dass einer der jungen Squamish zum Grat hinabsteigen und wieder auf den Gipfel klettern sollte. Der junge Squamish schaffte den Ab- und Aufstieg in unter 20 Minuten.
Aufgrund der hohen und steil abfallenden Granitwand am East Lion wurde der Ostgipfel für unbesteigbar gehalten, bis 1903 John Latta mit seinen beiden Brüdern ohne Ausrüstung den Ostgipfel erklomm.

## "The Sisters"
The indigenen Squamish gaben dem Zwillingsgipfel den Namen Ch'ich'iyúy Elxwíkn, was übersetzt „die Zwillingsschwestern“ bedeutet. Sie sind für die Squamish aufgrund ihrer Verwendung als Markierung für Friedensverträge, Ahnengeschichten und spirituelle Wegweiser heilig. Den Legenden der Squamish zufolge wurden die Gipfel von den Sky Brothers (dt. Himmelsbrüder) geschaffen, nachdem Zwillingsschwestern der Squamish Zwillinge der Haida geheiratet hatten, um den Krieg zwischen Squamish und Haide zu beenden. Die dadurch entstandenen Familienzweige sollen noch heute in beiden First Nations existieren. Der heutige Name soll um 1890 von Richter John Hamilton Gray vorgeschlagen worden sein, der sich an den Couchant aus der Heraldik anlehnt.

## Galerie

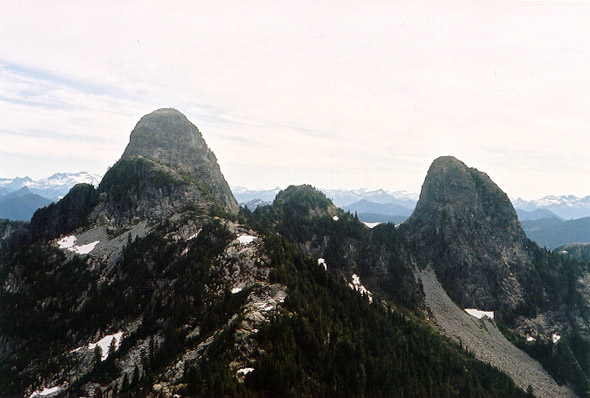
The Lions vom Unnecessary Mountain aus gesehen – der Höhenunterschied der beiden Gipfel ist klar ersichtlich
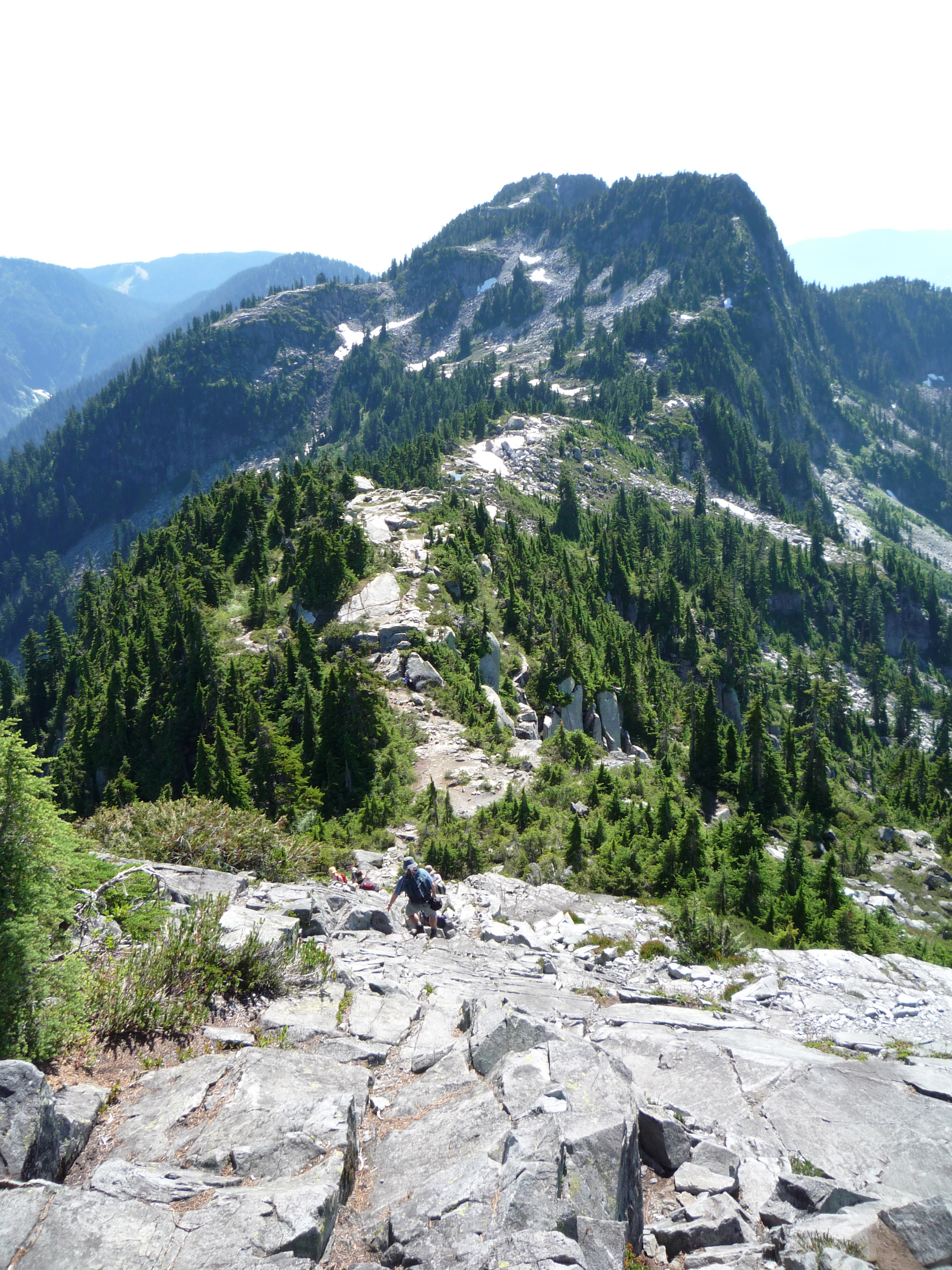
Grat des Berges Richtung Westgipfel
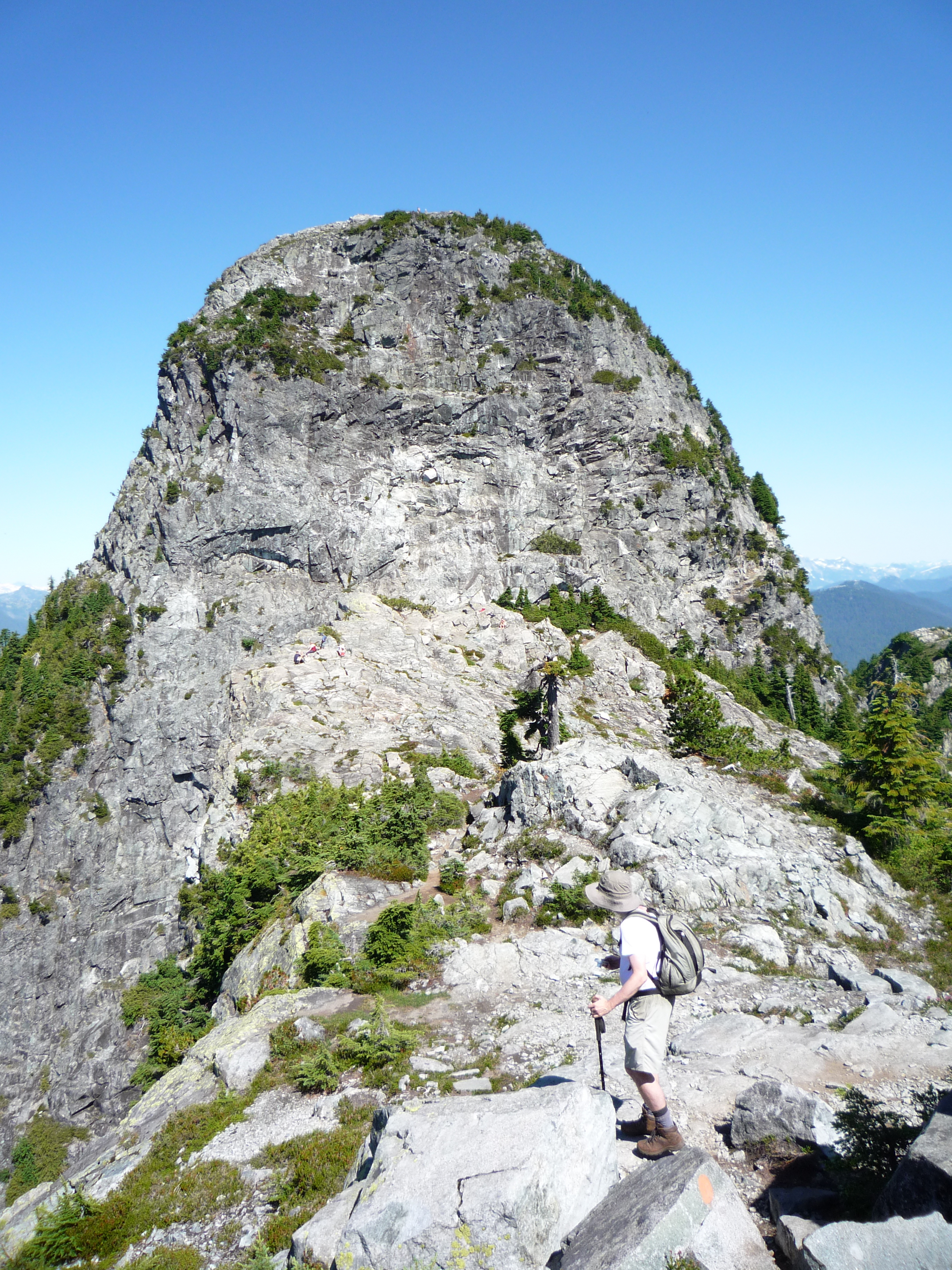
West Lion, Ansicht vom Grat (1.525 m) zwischen den beiden Gipfeln.
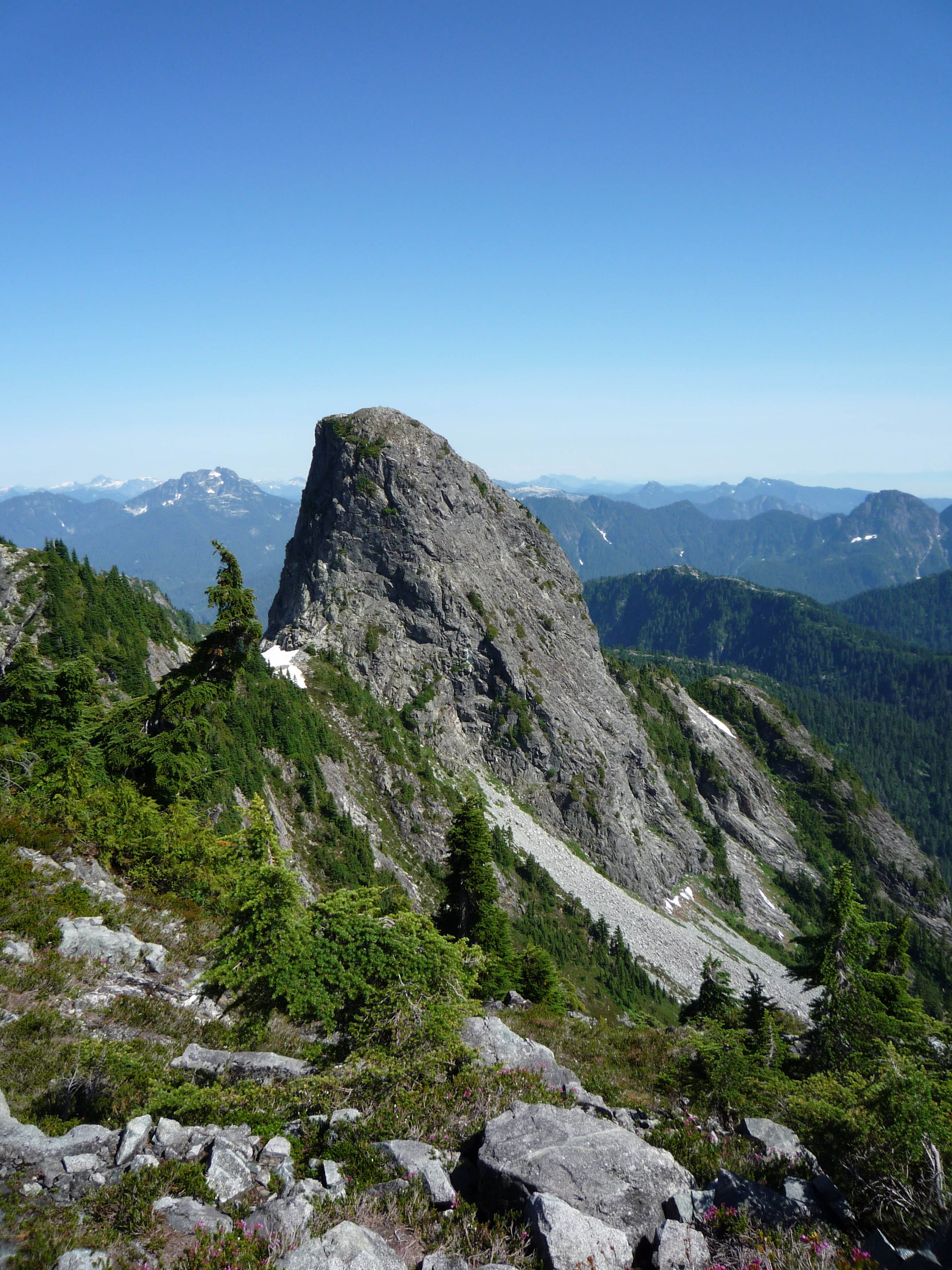
East Lion, Ansicht vom Grat